# أفاتار: درب المياه
أفاتار: درب المياه (بالإنجليزية: Avatar: The Way of Water)‏ هو فيلم خيال علمي ملحمي أمريكي صدر عام 2022 من إخراج وإنتاج جيمس كاميرون، الذي شارك أيضًا في كتابة السيناريو مع ريك جافا وأماندا سيلفر من قصة كتبها الثلاثي مع جوش فريدمان وشين ساليرنو. الفيلم من توزيع توينتيث سينشوري ستوديوز، وهو تتمة لأفاتار (2009)، والجزء الثاني من سلسلة أفلام أفاتار. استأنف طاقم التمثيل المتضمن سام ورذينجتن، وزوي سالدانا، وستيفن لانغ، وجويل مور، وكارول باوندر، وجيوفاني ريبيسي، وديليبي راو، ومات جيرالد ظهوره بأدوار الفيلم الأصلي، مع عودة سيغورني ويفر بدور إضافي. من بين أفراد الطاقم الجدد، كيت وينسليت، وكليف كورتيس، وإيدي فالك، وجيماين كليمان. في الفيلم، يسعى نافي جيك سولي (ورذينجتن) وعائلته، تحت تهديد بشري متجدد، إلى الاحتماء بعشيرة ميتكاينا في باندورا.
صرح كاميرون في عام 2006 عن رغبته في إصدار أجزاء أخرى لفيلم أفاتار في حال نجاحه، وأعلن عن أول إصدارين متتاليتين في عام 2010، بعد النجاح الواسع الذي حققه الفيلم الأول، مع هدفه بإصدار الجزء الثاني سنة 2014. إلا أن إصدار جزئين متتاليين آخرين، بمجموع خمسة أفلام أفاتار، والحاجة إلى تطوير تكنولوجيا جديدة من أجل تصوير مشاهد الأداء تحت الماء، وهو إنجاز لم يتحقق من قبل، أدى إلى تأخيرات كبيرة أتاحت المزيد من الوقت للطاقم للعمل على التأليف، ومرحلة ما قبل الإنتاج والمؤثرات البصرية. بدأت عملية التصوير، التي تمت بالتزامن مع فيلم ثالث غير معنون، على شاطئ مانهاتن بكاليفورنيا في 15 أغسطس 2017. انتقل موقع التصوير إلى ويلينغتون، نيوزيلندا، في 25 سبتمبر 2017، وانتهى في أواخر سبتمبر 2020 بعد ثلاث سنوات من التصوير. «أفاتار: درب المياه»، واحد من أعلى الأفلام تكلفة أنتجت على الإطلاق، وذلك بميزانية تقدر بنحو 350 – 460 مليون دولار أمريكي.
بعد التأخيرات المتكررة في الجدول الزمني المتوقع للإصدار، عرض فيلم أفاتار: درب المياه في لندن في 6 ديسمبر 2022، وعرض في السينما في الولايات المتحدة في 16 ديسمبر 2022. لقي الفيلم ردود فعل إيجابية من النقاد الذين أشادوا بمؤثراته البصرية وإنجازاته الفنية، إلا أنهم انتقدوا حبكة الفيلم وطول فترة عرضه.. حقق الفيلم نجاحًا باهرًا في شباك التذاكر، وحطم عدة أرقام قياسية، وجمع إجمالًا أرباحًا بنحو 2.055 مليار دولار حول العالم، ما جعله الفيلم الأعلى إيرادًا في سنة 2022، والفيلم الأعلى إيرادًا خلال انتشار جائحة كوفيد-19، وخامس أعلى الأفلام إيرادًا على الإطلاق، والسادس الذي تخطى عتبة الملياري دولار، وثاني أسرع فيلم يصل إلى هذا المستوى التاريخي. أطلقت منظمات مثل المجلس الوطني للمراجعة ومعهد الفيلم الأمريكي على الفيلم لقب واحد من أفضل عشرة أفلام في عام 2022. رشح الفيلم لأربع جوائز في الدورة 95 من جوائز الأوسكار (من بينها جائزة الأوسكار لأفضل فيلم) وتلقى جوائز أخرى عديدة.

## طاقم التمثيل
- سام ورذينجتن في دور جيك سولي.
- زوي سالدانا في دور نيتيري تي تسكها مواتيتي.
- سيغورني ويفر في دور كيري تي سولي كايريسايتي.
- ستيفن لانغ في دور العقيد مايلز كواريتش.
- كيت وينسلت في دور رونال.
- كليف كورتيس في دور تونواري.
- جويل ديفيد مور في دور دكتور نورم سبيلمان.
- كارول كريستين هيلاريا باوندر في دور موات.
- إيدي فالكو بدور الجنرالة فرانسيس أردمور.
- براندان كويل بدور الكابتن ميك سكورسبي.
- جيماين كليمان في دور الدكتور إيان جارفين.
- بريتين دالتون في دور لواك تي سولي تسي يكيتان.
- جيوفاني ريبيسي في دور باركر سلفريدج.
- ديليبي راو في دور دكتور ماكس باتيل.
- مات جيرالد في دور العريف لايل وينفليت.

## الإنتاج

### التطوير
في عام 2006، ذكر جيمس كاميرون أنه في حال نجاح أفاتار (2009)، فإنه سينظر في أمر إصدار جزئين آخرين. في عام 2010، قال إنه سيتم تنفيذ الإصدارات اللاحقة كما هو مخطط له نتيجة النجاح الواسع الذي لقيه الفيلم. كان من المقرر في الأصل إصدار الأجزاء اللاحقة في ديسمبر 2014 وعام 2015. وضع المخرج مشاهد في الفيلم الأول تثير متابعة القصة المستقبلية. خطط كاميرون لتصوير الأجزاء اللاحقة على نحو متتال «متى ما أنهى كتابة الرواية». ذكر أن الأجزاء اللاحقة ستبحر في الكون بينما تستكشف أقمار أخرى من كوكب بوليفموس. ستركز التتمة الأولى على محيط باندورا، كما ستبرز المزيد من الغابات المطيرة. كان ينوي التقاط مشاهد للفيلم أسفل خندق ماريانا باستخدام غواصة المياه العميقة. في عام 2011، صرح كاميرون أنه كان قد بدأ للتو في تصميم النظام البيئي للمحيط في باندورا والعوالم الأخرى التي ستشملها القصة. رغم أن القصة لا تزال مستمرة ضمن الإطار البيئي للفيلم الأول، إلا أنها لن تكون «حادّة»، إذ إن الفيلم سيركز على الترفيه. تم تأكيد أن القصة لا تزال تتبع شخصيتي جيك ونيتيري، في ديسمبر 2009. ألمح كاميرون إلى أن البشر سوف يعودون بكونهم أعداءً في القصة. أعلن كاميرون عزمه على تصوير الأجزاء اللاحقة بمعدل إطارات أعلى من 24 إطار في الثانية (كما هو متعارف عليه في معايير المجال السينمائي)، من أجل إضافة شعور حيوي أكثر واقعية.
في عام 2013، أعلن كاميرون أن الأجزاء اللاحقة سيتم تصويرها في نيوزيلندا، مع تسجيل الأداء في عام 2014. تطلب الاتفاق مع حكومة نيوزيلندا عقد عرض عالمي واحد على الأقل في ويلينغتون، وإنفاق ما لا يقل عن 500 مليون دولار نيوزيلندي (نحو 410 مليون دولار حسب أسعار الصرف في ديسمبر 2013) على أنشطة الإنتاج في نيوزيلندا، بما فيها التصوير المباشر والمؤثرات البصرية. أعلنت حكومة نيوزيلندا أنها سترفع الخصم الضريبي الأساسي على صناعة الأفلام من 15% إلى 20%، مع 25% من الإنتاج الدولي في بعض الحالات و40% من الإنتاج النيوزيلندي (حسب المحدد في المادة 18 من قانون لجنة السينما النيوزيلندية لعام 1978).
ذكر كاميرون أمر تتمة ثالثة محتملة لأول مرة في عام 2012، وتم التأكيد عليها رسميًا في العام التالي. كان كاميرون يتطلع حينها إلى إطلاق فيلم «أفاتار 2» في عام 2015، ولكن في وقت لاحق من ذلك العام، تم إعادة جدولة الإنتاج لعام 2014، مع إصدار الفيلم في ديسمبر 2016، ومن ثم إصدار جزئين آخرين في عامي 2017 و2018 على التتالي. بحلول عام 2015، تأخر موعد الإصدار المقرر للتتمة سنة آخرى، حيث كان من المتوقع إصدار أول تتمة في ديسمبر 2017؛ ويرجع ذلك إلى عملية الكتابة، التي وصفها كاميرون بأنها «مهمة معقدة». في الشهر التالي، أعلنت فوكس عن تأخير آخر في الإصدار. في فبراير 2016، كان من المقرر بدء إنتاج الأجزاء اللاحقة في أبريل 2016 في نيوزيلندا. في أبريل 2016، أعلن كاميرون في سينما كون أنه سيكون هناك أربعة أجزاء متممة لفيلم «أفاتار»، سيتم تصويرها جميعًا في وقت واحد. تبلغ ميزانية الأجزاء اللاحقة الأربع للأفاتار مليار دولار (مليون دولار لكل فيلم).
من بين أعضاء الطاقم الجدد المصور راسل كاربنتر، الذي عمل مع كاميرون في فيلم ترو لايز («أكاذيب حقيقية» 1994)، وتايتانك (1997)، وآشريتا كاماث، التي ستعمل مخرجًا فنيًا في جميع الأجزاء الأربعة. عمل كيرك كراك، مؤسس جمعية الغوص الحر «بيرفورمانس فريدايفنغ إنترناشيونال»، مدربًا للغوص الحر لطاقم العمل والتمثيل في مشاهد تحت المياه. عرضت في الفيلم مخلوقات عدة ظهرت في متنزه عالم والت ديزني من فيلم أفاتار في الفيلم.
في عام 2019، وبعد أن نشرت عدة وسائل إعلام شائعات حول عناوين محتملة للجزء اللاحق من فيلم أفاتار، بما فيها «أفاتار: درب المياه»، أكد كاميرون أن العناوين المذكورة كانت «من بين العناوين قيد البحث» ولكنها لم توضع في صيغتها النهائية بعد حينئذ.
في عام 2022، قال كاميرون أن نحو 10 دقائق من «مشاهد إطلاق النار» اقتطعت من الفيلم لأنه لم يعد يميل إلى «ترويج الأسلحة»، رغم أنه معروف بكونه «مخرج أفلام أكشن».

## وصلات خارجية
- الموقع الرسمي
- أفاتار 2 على موقع IMDb (الإنجليزية)
- أفاتار 2 على موقع ميتاكريتيك (الإنجليزية)
- أفاتار 2 على موقع الموسوعة البريطانية (الإنجليزية)
- أفاتار 2 على موقع روتن توميتوز (الإنجليزية)
- أفاتار 2 على موقع قاعدة بيانات الأفلام العربية
- أفاتار 2 على موقع ألو سيني (الفرنسية)
- أفاتار 2 على موقع Turner Classic Movies (الإنجليزية)
- أفاتار 2 على موقع أول موفي (الإنجليزية)
- أفاتار 2 على موقع بوكس أوفيس موجو (الإنجليزية)
- أفاتار 2 على موقع فيلمافينيتي (الإسبانية)